# Důl Ferdinand (Babice u Rosic)
Důl Ferdinand v Babicích u Rosic byl černouhelný hlubinný důl v Rosicko-oslavanském revíru. Byl založen v roce 1856, těžba byla ukončena v roce 1954 a zlikvidován byl v roce 1992. 

## Historie
V roce 1856 bylo v Babickém lese zahájeno hloubení prvního kolmého dolu v rosickém revíru, dolu Ferdinand, Těžířstvem Rytíř Herring a spol. V roce 1862 byla zahájena těžba černého uhlí, které bylo uloženo v I. a II. sloji pod úklonem od 30°–75°. Mocnost kvalitního uhlí se pohybovala v rozmezí od 2 m do 6 m. Důl Ferdinand nahradil neekonomické štolové dobývání. Jednalo se o Dědičnou štolu, která byla ražena od Božího Požehnání (dnes Zastávka) do lesa Skříňka, a na ní navazující štoly. V roce 1874 důl odkoupila Rosická báňská společnost. V roce 1934 bylo důlní pole připojeno k dolu Julius. Na dole Ferdinand bylo přistoupeno k nové metodě získání černého uhlí z hloubky do tisíc metrů, tzv. kaskádové těžení pomocí slepých jam (šibíků). V roce 1935 byl důl pomocí slepé jámy prohlouben (podobně jako důl Julius). V roce 1955 byla na dole Ferdinand zastavena těžba jámou a veškerá těžba převedena na důl Julius. Důl Ferdinand nadále fungoval jako větrná jáma. Likvidace jámy zásypem hlušinou byla zahájena v roce 1992 a nakonec došlo k jejímu uzavření krycí deskou.
Dne 4. listopadu 1932 vstoupili havíři dolu Ferdinand a dolu Julius do stávky za zvýšení mezd. K této stávce se přidali i další havíři. Došlo k nejdelší stávce v Rosicko-oslavanském revíru.
V roce 1856 důl byl připojen železniční vlečkou, odbočka byla v km 0,9 dráhy, která vedla z Božího Požehnání údolím podél babického potoka k jámě Simson do Zbýšova.

## Výstavba dolu Ferdinand

### Jáma
Jáma byla hloubena v nepravidelném průřezu. V roce 1903 dosáhla jáma hloubky 435 metrů, konečná hloubka činila 794 m. Jáma měla do hloubky 432 m soudkovitý průřez s cihelnou vyzdívkou. Do konečné hloubky byl průřez kruhový s vyzdívkou z betonových tvárnic.
V roce 1929 byla vyhloubena slepá jáma (šibík) Ferdinand, byla to první slepá jáma v revíru. V úrovni 8. patra v hloubce 794 m byla hloubena jáma kruhového průřezu (průměr 3,5 m) a byla vyzděna cihlovou vyzdívkou do hloubky 1033 m (11. patro). Do hloubky 1110 m byl průměr zachován, ale vyzdívka byla z betonových tvárnic. V roce 1930 byla slepá jáma Ferdinand vybavena těžním strojem ČKD 2B 3008, který byl umístěn ve strojovně v hloubce 794 m. Průměr těžních bubnů byl 3000 mm a šířka 800 mm, elektrický motor měl výkon 120 kW/500 V. Dvojčinné těžení zabezpečovaly dvouetážové klece pro jeden vozík na etáži. V roce 1964 byla prohloubena slepá jáma Ferdinand do konečné hloubky 1227 m. Průměr jámy byl 4 m výztuž byla provedena litým betonem. V roce 1965 bylo pomocí slepé jámy Ferdinand otevřeno 11. patro dolu Antonín.
Dne 18. února 1992 byla ukončena těžba v Rosicko-oslavanském revíru. Od 29. července 1992 byla zahájena likvidace jámy Ferdinand zásypem odvalovým kamenem (hlušinou) z dolu Ferdinand. Zásyp jámy o celkovém obsahu 11 637 m³ hlušiny byl ukončen 20. října 1992. Krycí deskou byla jáma uzavřena 12. listopadu 1992.

### Těžní budova, strojovna
Nad jámou byla v letech 1856–1862 postavena jámová budova úhlového typu. Objekt ve tvaru písmene L s dominantní třípatrovou zděnou těžní věží (zároveň těžní budovou) umístěnou v rohu dispozice. Parní těžní stroj byl umístěn v těžní budově. Byl vyroben ve Strojírnách knížete Salma v Blansku v roce 1863. V roce 1904 byla provedena rekonstrukce dolu. Bylo zbouráno třetí patro těžní budovy a do takto snížené a upravené budovy byla vložena ocelová kozlíková těžní věž anglického typu (Tomsonův kozlík). Jednalo se o příhradovou ocelovou konstrukci, která se skládala z podpěr (svislé zatížení) a vzpěr postavených ve směru těžního stroje (k převzetí horizontální síly). Lanovnice byly umístěny přibližně v průsečíku podpěr a vzpěr. Celková výška těžní věže byla 15,3 m. V roce 1905 byl mimo těžní budovu instalován nový výkonný ležatý dvouválcový parní těžní stroj s ventilovým rozvodem Kraft-Lenz, vyrobený První brněnskou strojírnou. Průměr parních válců byl 650 mm a zdvih 1400 mm. Průměr těžních lanových bubnů byl 4000 mm a šířka 1800 mm. Rychlost jízdy byla 11 m/s. Těžní klece byly dvouetážové pro jeden vůz. Páru dodávala kotelna s výhřevnou plochou 500 m², tlak páry 10,1 atm (1,01 MPa). V roce 1953 byl parní stroj nahrazen elektrickým asynchronním motorem o výkonu 350 kW/6000 V. Elektromotor byl vyroben v ČKD Praha a převodová skříň ve Vítkovických železárnách Klementa Gottwalda v Ostravě. Fragmenty parního stroje jsou umístěny v Technickém muzeu v Brně a v Muzeu hornictví a energetiky Rosicko-Oslavanska v Oslavanech.

### Větrání
Západně od těžní jámy Ferdinand ve vzdálenosti 75 m byla hloubena výdušná jáma Ferdinand č. 1 do hloubky 312 m. V roce 1903 byla jáma hluboká 204 m. V roce 1905 byl instalován ventilátor soustavy Capel s výkonem 1600–2100 m³ za minutu, pohon zajišťoval elektromotor o výkonu 110 kW/500 V. Vyroben byl strojírenskou firmou Breitfeld-Daněk. Kaskádovitě od výdušné jámy byla hloubena z hloubky 312 m, to je z úrovně 1. patra výdušné jámy Ferdinand č. 1, nová výdušná jáma Ferdinand č. 2 do hloubky 432 m. Z větrních jam vedly do nižších poloh větrné úpadní kanály. V roce 1955 byla slepá jáma Ferdinand napojena na výdušnou jámu Ferdinand. V úrovni 432 m byla výdušná jáma Ferdinand č. 2 napojena přímo na jámu Ferdinand. Úpadní větrný kanál na 8. patro v hloubce 794 m byl zlikvidován. V letech 1965–1966 byla provedena rekonstrukce a výstavba nového objektu pro ventilátory. Dva nové axiální ventilátory ze Závodů pro výrobu vzduchotechnických zařízení (ZVVL) Milevsko měly nastavitelné lopatky a sací výkon 3000 m³ za minutu. Pohon zajišťovaly elektrické motory o výkonu 190 kW/6000 V. Větrné jámy Ferdinand č. 1 a č. 2 byly zrušeny, včetně větrních úpadních kanálů, které na ně navazovaly. V období 1980–1982 byly nahrazeny novými rovnotlakými axiálními ventilátory ARA 3, výkon 3000 m³ za minutu s elektromotory o výkonu 500 kW/6000 V každý, vyrobené v ZVVL Milevsko.

## Údaje o dolu Ferdinand
| Název       | Funkce | Založení | Hloubka jámy [m] | Těžba     | Likvidace | Dobývací pole [ha] | Poznámka                                 | Zdroj       |
| ----------- | ------ | -------- | ---------------- | --------- | --------- | ------------------ | ---------------------------------------- | ----------- |
| Ferdinand   | těžní  | 1856     | 814              | 1863–1955 | 1992      |                    | těžba pomocí slepé jámy z hloubky 1030 m | [ 9 ] [ 6 ] |
| Ferdinand 1 | větrní |          | 312              |           | 1992      |                    |                                          | [ 9 ] [ 6 ] |
| Ferdinand 2 | větrní |          | 120              |           | 1992      |                    |                                          | [ 9 ] [ 6 ] |

### Hloubka pater jámy Ferdinand
|                   | Slepá jáma Ferdinand | Slepá jáma Ferdinand | Slepá jáma Ferdinand | Slepá jáma Ferdinand | Slepá jáma Ferdinand | Zdroj        |
| ----------------- | -------------------- | -------------------- | -------------------- | -------------------- | -------------------- | ------------ |
| Patro             | 8.                   | 9.                   | 10.                  | 11.                  | 12.                  | [ 10 ] [ 6 ] |
| Těžní hloubka [m] | 794                  | 870                  | 950                  | 1030                 | 1102,187             | [ 10 ] [ 6 ] |

### Doprava
V roce 1862 byla zprovozněna železniční vlečka, která vedla ze stanice Boží Požehnání (dnes Zastávka u Brna) k dolu Simson. Vlečka ukončila provoz v roce 1975 a byla zrušena v roce 1992.
Rozchod kolejí v dole byl 628 mm. Po ukončení druhé světové války byla zaváděná pásová doprava. Používaly se gumové pasové dopravníky typu TP 400 a TP 800.
V roce 1910 byla uvedena do provozu visutá lanová dráha mezi doly Julius a Ferdinand. Vytěžené uhlí z dolu Ferdinand bylo dopravováno nově postavenou lanovou dráhou do třídírny dolu Julius a naopak na důl Ferdinand (odval) byla odvážena hlušina, výpěrky z prádla a struska z kotelny dolu Julius. V roce 1945 byla lanová stanice na dole Julius požárem zničena. V letech 1970–1972 byla provedena likvidace lanové dráhy.

#### Lanová dráha
| Lanová dráha               | Délka [km] | Vznik | Ukončení provozu | Likvidace | Výrobce                         | Poznámka | Zdroj  |
| -------------------------- | ---------- | ----- | ---------------- | --------- | ------------------------------- | -------- | ------ |
| Důl Julius – důl Ferdinand | 1,353      | 1910  | 1967             | 1972      | Adolf Bleichert a spol., Lipsko |          | [ 11 ] |

V roce 1934 bylo důlní pole Ferdinand připojeno k dolu Julius. V roce 1955 převedena těžba uhlí zcela na důl Julius. 

### Důlní nehody na dole Ferdinand
| Datum                                                            | SÚ | JÚ | Σ  | Příčina |
| ---------------------------------------------------------------- | -- | -- | -- | ------- |
| 1884                                                             | 11 |    | 11 | výbuch  |
| Vysvětlivky: SÚ = smrtelný úraz, JÚ = jiný úraz Σ = Celkem Zdroj |    |    |    |         |